# ماتیو تیلور (بازیکن فوتبال)
ماتیو تیلور (انگلیسی: Matthew Taylor؛ زادهٔ ۲۷ نوامبر ۱۹۸۱) یک بازیکن فوتبال اهل انگلستان است.
از فیلم‌ها یا برنامه‌های تلویزیونی که وی در آن نقش داشته است می‌توان به کابوی‌ها و بیگانگان اشاره کرد.